# American Life
American Life är den nionde studioalbumet av den amerikanska popartisten Madonna, först utgivet den 21 april 2003 på Maverick Records och distribuerat av Warner Bros. Records. Albumet producerades i sin helhet av Madonna och Mirwais Ahmadzaï, och gör referenser till många olika delar av amerikansk kultur. Det kan betraktas som ett konceptalbum med amerikanska drömmen och materialism som återkommande teman. Dessa teman motsäger ryktet Madonna hade under 1980-talet med sin hitlåt "Material Girl". Stilen på albumet går under genrerna rock och electronica såväl som influenser av akustisk musik på flera spår.
American Life fick blandad kritik av musikpressen, som i en del fall noterade dess konsistens men överlag kallade skivan "om Madonna" och fann den förvirrande. Kommersiellt sett blev albumet en succé; det nådde första plats i fjorton länder. Recording Industry Association of America (RIAA) och British Phonographic Industry (BPI) har båda tilldelat platinacertifiering för en miljon transporter i USA respektive 300 000 transporter i Storbritannien. Albumet blev det 32:a bäst säljande albumet 2003 och har sålts i fem miljoner exemplar till dags dato. American Life fick två nomineringar vid 2004 års Grammy Awards.
Låtarna "American Life" och "Hollywood" har släppts som singlar, liksom "Die Another Day", som var ledmotivet i James Bond-filmen med samma namn från 2002.

## Låtlista
| Nr  | Titel             | Kompositör                            | Producent(er)                                                    | Längd |
| --- | ----------------- | ------------------------------------- | ---------------------------------------------------------------- | ----- |
| 1.  | American Life     | Madonna, Mirwais Ahmadzaï             | Madonna, Ahmadzaï                                                | 4:58  |
| 2.  | Hollywood         | Madonna, Ahmadzaï                     | Madonna, Ahmadzaï                                                | 4:24  |
| 3.  | I'm So Stupid     | Madonna, Ahmadzaï                     | Madonna, Ahmadzaï (ytterligare produktion av Mark "Spike" Stent) | 4:09  |
| 4.  | Love Profusion    | Madonna, Ahmadzaï                     | Madonna, Ahmadzaï                                                | 3:38  |
| 5.  | Nobody Knows Me   | Madonna, Ahmadzaï                     | Madonna, Ahmadzaï                                                | 4:39  |
| 6.  | Nothing Fails     | Madonna, Guy Sigsworth, Jem Griffiths | Madonna, Ahmadzaï (ytterligare produktion av Stent)              | 4:49  |
| 7.  | Intervention      | Madonna, Ahmadzaï                     | Madonna, Ahmadzaï                                                | 4:54  |
| 8.  | X-Static Process  | Madonna, Stuart Price                 | Madonna, Ahmadzaï                                                | 3:50  |
| 9.  | Mother and Father | Madonna, Ahmadzaï                     | Madonna, Ahmadzaï                                                | 4:33  |
| 10. | Die Another Day   | Madonna, Ahmadzaï                     | Madonna, Ahmadzaï                                                | 4:38  |
| 11. | Easy Ride         | Madonna, Monte Pittman                | Madonna, Ahmadzaï                                                | 5:05  |

## Medverkande
| - Madonna – sång, bakgrundssång - Mirwais Ahmadzaï – akustisk gitarr, keyboard, programmering, bakgrundssång - Mark "Spike" Stent – producent - Stuart Price – piano, synthesizer, keyboard, sekvensering, programmering - Michel Colombier – låtskrivare, dirigent, strängarrangemang - The London Community Gospel Choir – bakgrundssång - Monte Pittman – kompositör, gitarr - Jem Griffiths – låtskrivare - Guy Sigsworth – låtskrivare | - George Foster – strängtekniker - Rob Haggett – assisterande tekniker - Tom Hannen – assisterande tekniker - Jeff Kanan – assisterande tekniker - Tim Lambert – assisterande tekniker - Gabe Sganga – assisterande tekniker - David Treahearn – assisterande tekniker - Tim Young – mastering - Craig McDean – fotografi |

Medverkande är hämtade ur albumhäftet till American Life.

## Listplaceringar
| Lista (2003)        | Högsta position |
| ------------------- | --------------- |
| Australien          | 3               |
| Belgien (Flandern)  | 1               |
| Belgien (Vallonien) | 1               |
| Danmark             | 2               |
| Finland             | 2               |
| Frankrike           | 1               |
| Grekland            | 2               |
| Irland              | 6               |
| Italien             | 1               |
| Japan               | 4               |
| Kanada              | 1               |
| Nederländerna       | 3               |
| Norge               | 1               |
| Nya Zeeland         | 2               |
| Polen               | 4               |
| Portugal            | 10              |
| Schweiz             | 1               |
| Spanien             | 87              |
| Storbritannien      | 1               |
| Sverige             | 1               |
| Tyskland            | 1               |
| USA (Billboard 200) | 1               |
| Österrike           | 1               |

## Utgivningshistorik
| Region         | Datum         | Format              | Skivbolag    |
| -------------- | ------------- | ------------------- | ------------ |
| USA            | 21 april 2003 | Digital nedladdning | Warner Bros. |
| Storbritannien | 21 april 2003 | Digital nedladdning | Warner Bros. |
| Kanada         | 22 april 2003 | CD                  | Warner Bros. |

### Fotnoter
1. ↑  Albumhäfte för American Life av Madonna [CD]. Maverick, Warner Bros. Records. 2003. s. 9–14. 48439-2.
2. 1 2 3 4 5 6 7 8 9 10 11 12 13  ”American Life (Album)”. Ultratop. Hung Medien. http://www.ultratop.be/nl/showitem.asp?interpret=Madonna&titel=American+Life&cat=a. Läst 14 februari 2010.
3. ↑  ”Greek Albums Chart”. IFPI Greece. 8 juni 2003. Arkiverad från originalet den 8 juni 2003. https://web.archive.org/web/20030608232504/http://www.ifpi.gr/chart04.htm. Läst 15 maj 2012.
4. ↑  ”GFK Chart-Track”. Chart-track.co.uk. Arkiverad från originalet den 10 maj 2013. https://www.webcitation.org/6GWQ6TUKb?url=http://www.chart-track.co.uk/index.jsp?c=p%2Fmusicvideo%2Fmusic%2Farchive%2Findex_test.jsp. Läst 15 maj 2012.
5. ↑  ”アメリカン・ライフ” (på japanska). Oricon. 23 april 2003. http://www.oricon.co.jp/prof/artist/162927/products/music/504783/1/. Läst 10 juli 2010.
6. 1 2  "Madonna - Chart History" Arkiverad 30 november 2019 hämtat från the Wayback Machine.. Billboard. Prometheus Global Media. Läst 2010-02-12.
7. 1 2  ”Madonna - American Life - Music Charts”. Acharts. http://acharts.us/album/12829. Läst 15 maj 2012.
8. ↑  ”Oficjalna lista sprzedaży :: OLIS - Official Retail Sales Chart”. OLIS. 21 april 2003. http://olis.onyx.pl/listy/index.asp?idlisty=143&lang=en. Läst 15 maj 2012.
9. ↑  "Archive Chart: UK Albums". Official Charts Company. 2003-05-03. Läst 2013-05-05.
10. ↑  ”Die ganze Musik im Internet: Charts, News, Neuerscheinungen, Tickets, Genres, Genresuche, Genrelexikon, Künstler-Suche, Musik-Suche, Track-Suche, Ticket-Suche” (på tyska). Media Control Charts. PhonoNet GmbH. Arkiverad från originalet den 10 maj 2013. https://www.webcitation.org/6GWQ4kpHO?url=http://musicline.de/de/chartverfolgung_summary/artist/madonna/?type=longplay. Läst 15 maj 2012.
11. ↑  ”American Life – Madonna”. iTunes Store (US). Apple Inc. 21 april 2003. https://itunes.apple.com/us/album/american-life/id80815678. Läst 21 juni 2013.
12. ↑  ”American Life – Madonna”. iTunes Store (GB). Apple Inc. 21 april 2003. https://itunes.apple.com/gb/album/american-life/id80815678. Läst 21 juni 2013.
13. ↑  ”American Life: Madonna”. Amazon.com. 22 april 2003. http://www.amazon.ca/American-Life-Madonna/dp/B00008S2VG/. Läst 21 juni 2013.